# صبحانه انگلیسی
صبحانه کامل یا شهرت یافته در ایران با نام صبحانه انگلیسی، یک وعده صبحانهٔ گرم و اساسی است که اغلب در انگلستان و ایرلند سرو می‌شود. این صبحانه اغلب شامل بیکن، سوسیس، نیمرو، پودینگ سیاه، خوراک لوبیا، گوجه فرنگی، قارچ، نان تست و نوشیدنی‌هایی مانند قهوه یا چای است.

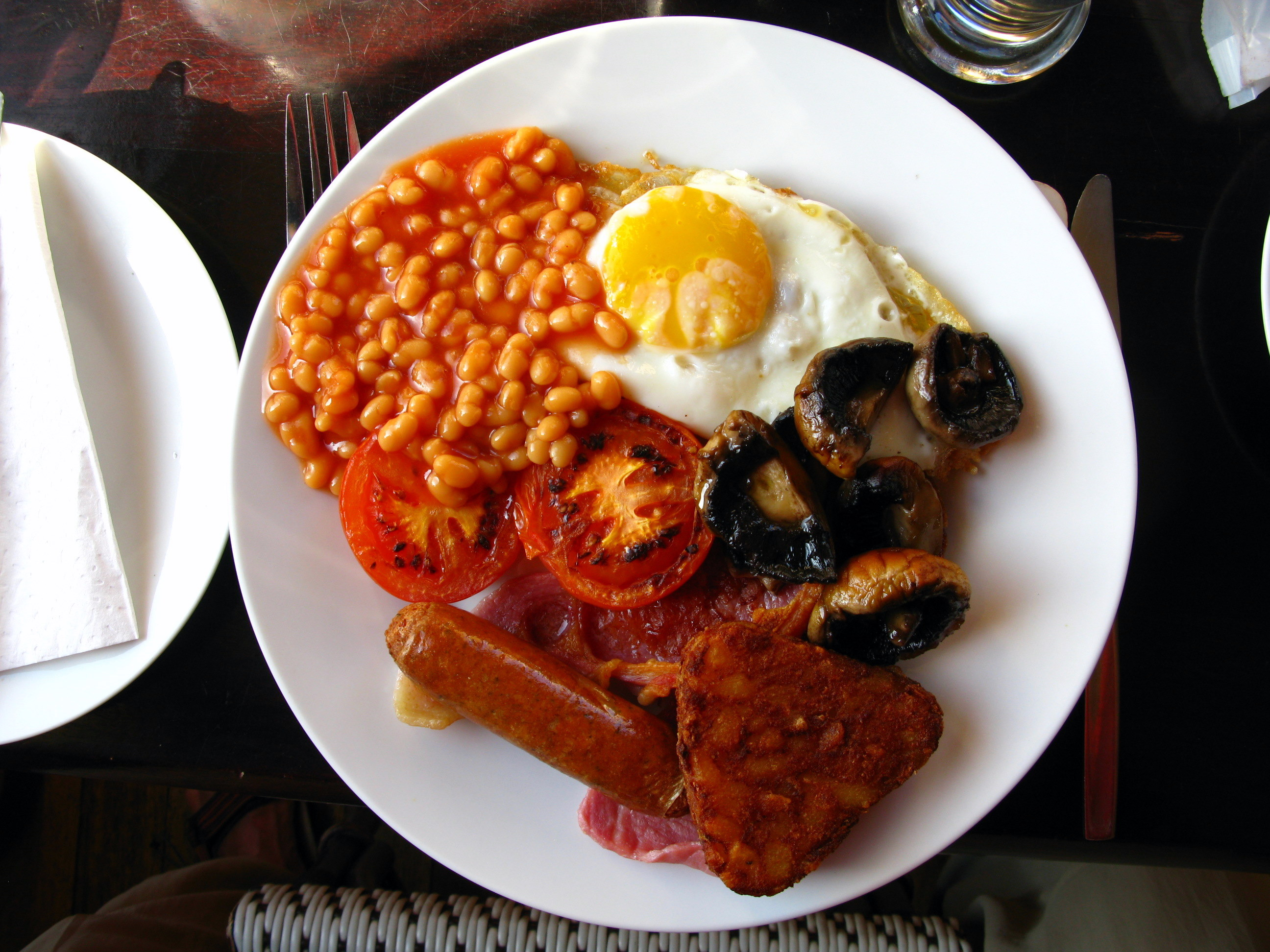

بسته به مکان جغرافیایی، عنوان این وعدهٔ جهانی متفاوت ظاهر می‌شود ولی در انگلستان و ایرلند به صورت عامیانه به «Fry up» مشهور است اما به صورت رسمی گاهی آنرا «صبحانه کامل انگلیسی» یا «صبحانه کامل ایرلندی» نیز خطاب می‌کنند.

در بریتانیا و کشورهای مشترک المنافع آن، این صبحانه به قدری محبوب است که کافه‌ها و بارها آنرا فراتر از صبحانه و در تمامی وعده‌های غذایی درطول روز صرف می‌کنند و به آن «صبحانه کل روز» می‌گویند. ریشهٔ صبحانه انگلیسی به آداب و رسوم اشراف انگلیسی در هنگام پذیرایی از میهمانان در قرن سیزدهم بازمی‌گردد. آوازه و مصرف آن البته به بریتانیا محدود نمی‌شود بلکه در بسیاری از کشورهای دنیا به‌ویژه ایران، صبحانه کامل یا انگلیسی وعده ای دوست داشتنی و پرطرفدار است.

## مواد لازم

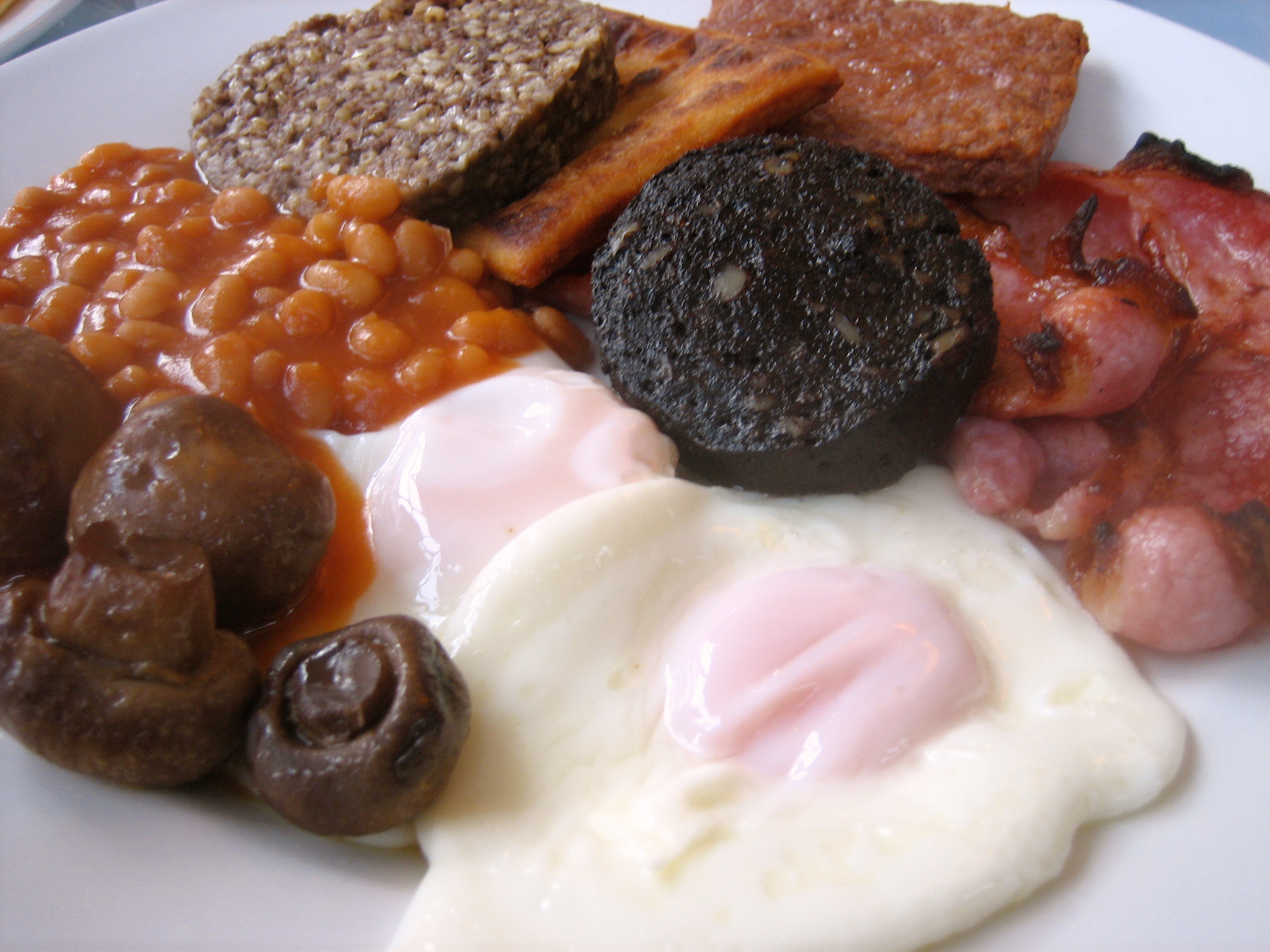

برای تهیه صبحانه انگلیسی فقط کافیست که بنا به سلیقه یا امکانات خود از مواد زیر استفاده کنید:
- سوسیس سرخ شده
- بیکن تفت داده شده
- خوراک لوبیا چیتی یا سفید با سس
- قارچ سرخ شده
- گوجه‌فرنگی خام یا سرخ شده
- سیب زمینی سرخ کرده
- بلغور
- نان تست یا نان سیب‌زمینی یا هر نان دیگری
- کلوچه
- پوره گوشت خوک